# 伍若兰
伍若兰（1906年11月3日—1929年2月12日），女，湖南省耒阳县九眼塘人。中共早期党员、烈士，中国人民解放军统帅朱德的妻子。
1926年冬天毕业于湖南省立第三女子师范，同年加入中国共产党。毕业后，回到家乡耒阳县从事革命工作。1928年春参加湘南暴动，认识朱德，并与之结婚，后随朱德奔赴井冈山。曾任红四军政治部宣传部长。1929年2月2日，在红四军从井冈山向赣南挺进途中，遭遇国军何键部队突袭，被捕。2月12日，在赣州卫府里遭到杀害，头颅被割下来，挂在城门前的木杆上示众。
据传朱德后半生偏爱兰花，与思念伍若兰有关。伍若兰故居现为衡阳市文物保护单位。